# Lobusbussan文化
Lobusbussan文化，又稱雅美文化，是位於臺灣東部外島蘭嶼與綠島的鐵器時代史前文化，最早於1930年代由鹿野忠雄發掘紀錄。此文化以出土甕棺與褐色素面的夾砂陶為特色，其中甕棺中有人骨出土，經碳十四定年法年代為八世紀至九世紀，可能與菲律賓最北方的巴丹群島與巴布煙群島有關。目前蘭嶼已有多處此文化的遺址出土，包括位於紅頭村的Lobusbussan遺址（由美國人類學家尹因印發表）、Rukavgiran遺址（由德國人類學家鮑克蘭發表）與位於椰油村蘭嶼國中的Rusarusol遺址（亦由鮑克蘭發表）等，另外綠島的中寮遺址也被認為屬於此文化。

## 研究歷史

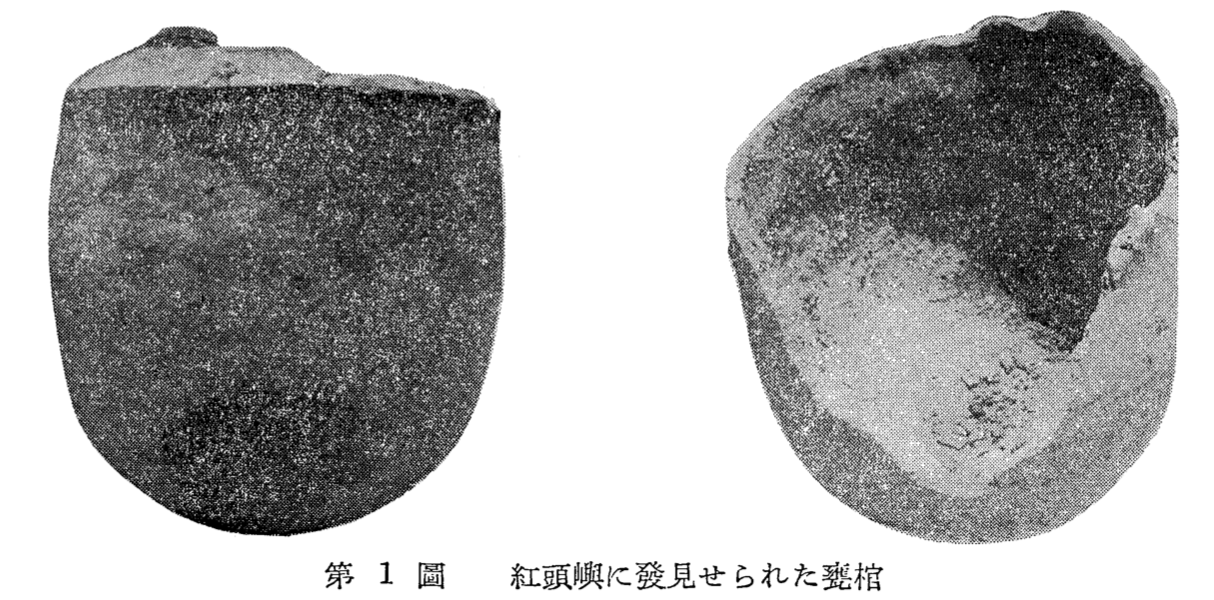
鹿野忠雄所發表以平底盆為蓋的甕棺

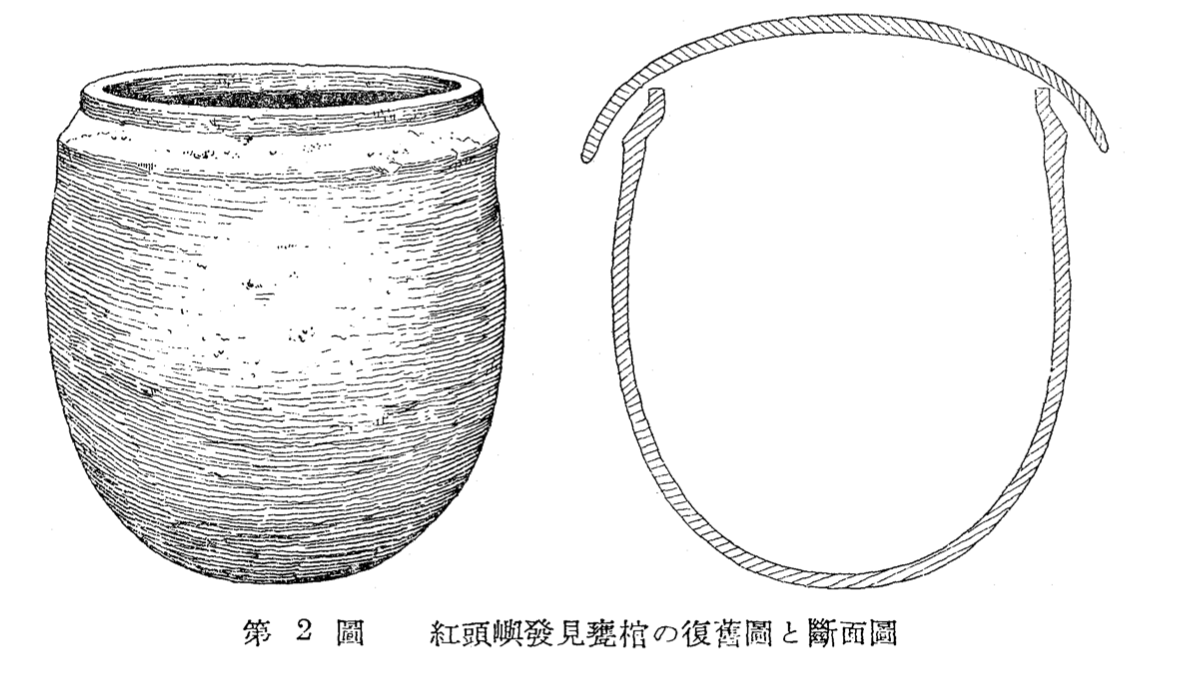
鹿野忠雄發表的甕棺復原圖

1930年代，鹿野忠雄於蘭嶼紅頭社發現內有人骨遺骸、以平底盆為蓋的甕棺，並於1941年於《人類學雜誌》發表一文。1972年，德國人類學家鮑克蘭（Inez de Beauclair）發表了兩處遺址，一為椰油村的Rusarsol遺址，為1968年蘭嶼國中興建過程中，工人挖掘出甕棺之處；一為紅頭村的Rukavgiran遺址，為軍方勵德管訓隊挖掘水塘時發現。前者出土的甕棺為一陶器的上半部，鮑氏推測此甕棺可能是由陶器對切製成，將屍體置於陶器的下半部後，將上半部蓋上封存，並提及婆羅洲的柏拉灣族（Berawan）亦有採用這種對切甕棺。除甕棺外，兩遺址亦有若干玻璃珠、金飾與中國製的上釉瓷器出土，惟因位於甕棺之外而無法確定其與甕棺的關連。後來還有其他學者至Rusarsol遺址考察，發現四件疑似為甕棺的陶罐，內有玉飾、玻璃珠、高麗青瓷碎片與疑似為人齒的遺物
1970年代，美國人類學家尹因印（Richard Stamps）於紅頭村一處當地人稱為Lo-bus-bus-san的地點發現五具甕棺，其中三具已被道路工程破壞，但當地工人表示三具中的一具出土時內部仍有人骨。尚存的兩具甕棺皆是由兩件陶罐組成，陶罐內部粗糙、外部平滑，表面約略呈橘色，底部為圓弧形，其中一件倒置於另一件之上以相互扣合，與菲律賓北部巴布煙群島出土的甕棺十分相似。兩具甕棺中，有一具內發現了一件貝器與291枚人骨，據人骨擺放位置判斷下葬時姿勢為屈肢，且人骨經碳十四定年法結果顯示其年代約為西元780年左右。
蘭嶼國中旁的溝渠工程也有甕棺出土，內含人骨與近200顆橘色玻璃珠，人骨經定年結果顯示年代約為西元815年。另外鄰近的綠島中寮遺址亦有一件甕棺出土，還有其他幾處遺址出土了數件器物，被認為也是屬於Lobusbussan文化的遺址。
考古學家劉益昌將上述以甕棺葬與素面陶器為特徵的遺址歸類為「Lobusbussan文化」，而臧振華則稱其為「雅美文化」，與卑南文化和東部繩紋紅陶文化同為蘭嶼的史前文化類型，其中Lobusbussan文化的時間可能晚於另外兩者。

## 特色
Lobusbussan文化出土的陶器多為夾有火成岩風化顆粒的褐色素面夾砂陶，開口多為侈口且邊緣常有帶狀花紋，與臺灣本島出土的陶器形制相當不同；出土的飾物有多種玻璃飾品、金飾和玉器，其中以「雙獸形耳飾」最為特別。此文化出土的甕棺有多種（鹿野忠雄所見以平地盆為蓋者、鮑克蘭所見對切陶器扣合者與尹因印所見兩件陶罐扣合者等），可能反映菲律賓北方諸島居民多次移入蘭嶼。劉益昌認為Lobusbussan文化可能為蘭嶼達悟族的祖先。

## 遺址
以下為蘭嶼屬於Lobusbussan文化的考古遺址：
- Jiranweina：位於紅頭村東南側，出土夾砂陶片與石器。
- Jimagailaowud：位於蘭嶼國小右側，出土夾砂陶片與石器。
- Jimasik：位於紅頭村東側，出土夾砂陶片。
- Rukavgiran：位於紅頭村東側，原屬軍方勵德管訓隊用地，鮑克蘭於1972年發表此處有甕棺出土。
- Dorikriyaranom：位於紅頭村西側，出土多種陶片，亦包含卑南文化與東部繩紋紅陶文化的遺跡。
- Lobusbussan：位於紅頭村與漁人部落間，尹因印於1980年發表此處有甕棺出土。
- Iratai：位於漁人部落，出土夾砂陶片。
- 蘭嶼機場遺址：位於蘭嶼機場西北側，出土夾砂陶片，亦包含卑南文化的遺跡。
- 虎頭坡遺址：位於蘭嶼機場西北側，出土夾砂陶片。
- Samurguan：位於椰油國小西北側，出土夾砂陶片與石器。
- Rusarusol：位於蘭嶼國中，鮑克蘭於1972年發表此處有甕棺出土。
- Jikanyuan：位於朗島村西側，出土夾砂陶片。
- Limawawa：位於朗島舊社東側，出土夾砂陶片與石器。
- Jidalan：位於朗島村東側，出土夾砂陶片。
- Jiminini：位於東清村東北側，出土夾砂陶片。
- 情人洞遺址：位於東清村北側，出土夾砂陶片，亦包含卑南文化與東部繩紋紅陶文化的遺跡。
- Iranuiruk：位於東清村後方，出土夾砂陶片。
- Jilaquabunun：位於野銀部落東南側，出土夾砂陶片。
- Jisumalap：位於野銀部落東南側，出土夾砂陶片。

## 註腳
1. ↑  上釉瓷器的製作年代經考證約為十世紀中期[5]。
2. ↑  年代為十二至十三世紀[5]。
3. ↑  雅美語中，詞根vosovosan意為「出海口、出水口或滲水」[7]。